# Harland Sanders
Harland David Sanders (9. září 1890 Henryville, Indiana – 16. prosince 1980 Louisville, Kentucky), známý také jako Colonel Sanders (někdy počeštěně Plukovník Sanders) byl americký podnikatel, zakladatel fastfoodové značky KFC (původně Kentucky Fried Chicken).

## Život
Byl nejstarším ze tří sourozenců, jeho otec byl farmářem. Ve svých třinácti letech opustil domov. V roce 1906 vstoupil do armády (uvedl nesprávné datum narození). 
Posléze ve svém raném životě vystřídal řadu zaměstnání, například topiče parních lokomotiv, pojišťovacího agenta a obsluhy čerpací stanice. Během velké hospodářské krize začal dělat a prodávat smažená kuřata ve své restauraci (spojené s čerpací stanicí) u silnice v North Corbin, malém městě nacházejícím se na úpatí Appalačského pohoří, ve státě Kentucky. Během této doby Sanders vyvinul svůj tajný recept a patentovanou metodu přípravy kuřete v tlakové fritéze. 
Sanders rozpoznal potenciál v prodeji licencí, známým pod pojmem Franšízing, první licencovaná restaurace pod značkou Kentucky Fried Chicken, zkratkou KFC  byla otevřena v South Salt Lake ve státě Utah v roce 1952. Když svou původní restauraci prodal, věnoval se na plný úvazek franšízám na smažená kuřata po celé zemi. Na počátku 60. let už prodal přes 600 licenci v USA a Kanadě.
V roce 1964 (ve svých 73 letech) svůj podnik prodal skupině investorů za 2 milióny dolarů, ponechal si pod kontrolou provozy v Kanadě a zároveň zůstal ambasadorem značky. Jeho obličej se stále nachází v logu společnosti.
Ke konci života však kritizoval kvalitu jídla v restauracích KFC, tvrdil, že se kvůli tlaku na snižování nákladů snížila i kvalita podávaných jídel.
V červnu 1980 mu byla diagnostikována akutní leukémie. Zemřel na zápal plic v prosinci téhož roku, ve věku devadesáti let.